# Средња Меминска
Средња Меминска је насеље у општини Мајур, Банија, Република Хрватска.

## Историја
Насеље је до 1995. било у саставу некадашње општине Костајница. Средња Меминска се од распада Југославије до августа 1995. године налазила у Републици Српској Крајини.

## Становништво
| Националност       | 1991. | 1981. | 1971. | 1961. |
| Срби               | 167   | 214   | 259   | 302   |
| Југословени        |       | 12    | 20    |       |
| Хрвати             |       |       | 1     | 3     |
| остали и непознато | 2     | 1     |       |       |
| Укупно             | 169   | 227   | 280   | 305   |

| Демографија | Демографија | Демографија |
| Година      | Становника  | Становника  |
| ----------- | ----------- | ----------- |
| 1961.       | 305         |             |
| 1971.       | 280         |             |
| 1981.       | 227         |             |
| 1991.       | 169         |             |
| 2001.       | 55          |             |
| 2011.       |             | 58          |

## Знамените личности
- Григорије Живковић, епископ Српске православне цркве